# Whyte&Mackay

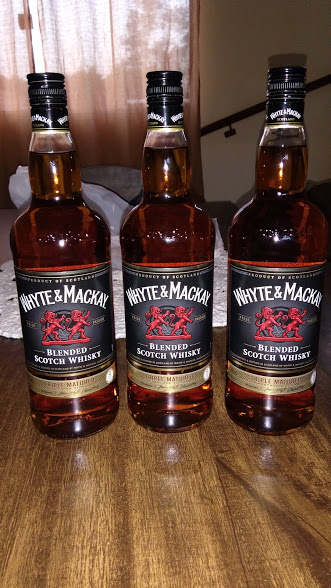
Garrafas de Whyte and Mackay

Whyte and Mackay é uma empresa escocesa de produção de bebidas alcoólicas. Foi fundada em 1844 e tem a sede em Glasgow. Desde 31 de outubro de 2014, a Whyte and Mackay pertence à Emperador Inc. das Filipinas (uma empresa subsidiária da Alliance Global Group), depois de ter sido vendida pela United Spirits Ltd, baseada na Índia, por 430 mihões de libras.
A Whyte & Mackay detêm uma quota de 3% no mercado de uísques no Reino Unido.